# Donald Hardman
James Donald Innes Hardman, né le 21 décembre 1899 et mort le 2 mars 1982, est un officier supérieur de la Royal Air Force. Il commence sa carrière de pilote de chasse pendant la Première Guerre mondiale, conflit durant lequel il obtient neuf victoires aériennes et devient un as de l'aviation. Pendant la Seconde Guerre mondiale, Hardman occupe des postes de haut niveau mais aussi des fonctions stratégiques durant les  opérations militaires. Il est Chef d'état-major de la Force aérienne royale australienne de 1952 à 1954, puis membre de la British Air Council jusqu'à sa retraite en 1958.